# فیروزآباد (شهربابک)
فیروزآباد یک روستا در ایران است که در استان کرمان واقع شده‌است.